# Stenopodidea
Stenopodidea è un infraordine di crostacei decapodi appartenenti al sottordine Pleocyemata.

## Tassonomia
In questo infraordine sono riconosciute 3 famiglie:
- Macromaxillocarididae Alvarez, Iliffe & Villalobos, 2006
- Spongicolidae Schram, 1986
- Stenopodidae Claus, 1872